# USA:s kongressbibliotek

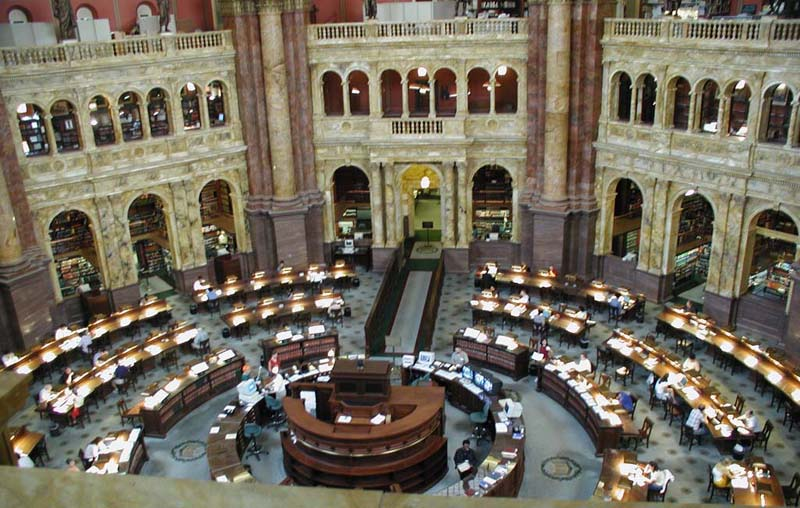
Lässalen

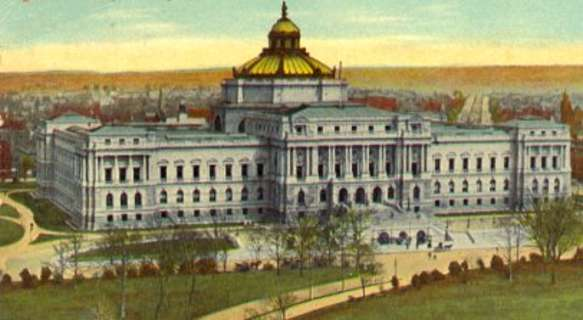
Gammalt vykort med biblioteksbyggnaden avbildad

Kongressbiblioteket (engelska: Library of Congress) i Washington D.C. betraktas allmänt som USA:s nationalbibliotek, trots att denna ställning inte är lagstiftad. Det grundades år 1800 som referensbibliotek för kongressledamöterna. Idag är det ett av världens absolut största och mest välkända bibliotek, med cirka 25 miljoner böcker och över 30 miljoner manuskript (2001) samt kartor, tidskrifter och annat. 

## Historik
Biblioteket grundades 1800 av Thomas Jefferson som referensbibliotek för kongressledamöterna, omfattade då endast omkring 1 000 band och inrymdes i flygel till Kapitolium. Biblioteket brändes 1814 av britterna då de intog staden. Ett nytt bibliotek tillkom därefter med Jeffersons egen boksamling som grundval. Delar av boksamlingen förstördes i samband med en brand 1851, men samlingen växte så snabbt, att man 1886-97 blev tvungen att uppföra en egen biblioteksbyggnad för samlingarna.

## LCCN
De bibliografiska posterna i katalogen hos Library of Congress är sedan 1898 försedda med löpnummer som kallas LCCN, Library of Congress Control Numbers (ursprungligen Library of Congress Card Number), och som är användbara för att entydigt hänvisa till en bok i avsaknad av ISBN.
LCCN består av två grupper siffror, som vanligen skrivs samman med ett bindestreck. Den första gruppen anger ett årtal med två eller fyra siffror. Den andra anger ett löpnummer med upp till sex siffror. Ibland skrivs grupperna ihop och då fylls den senare gruppen ut till sex positioner, så att LCCN 99-3456 blir 99003456.

## Byggnader

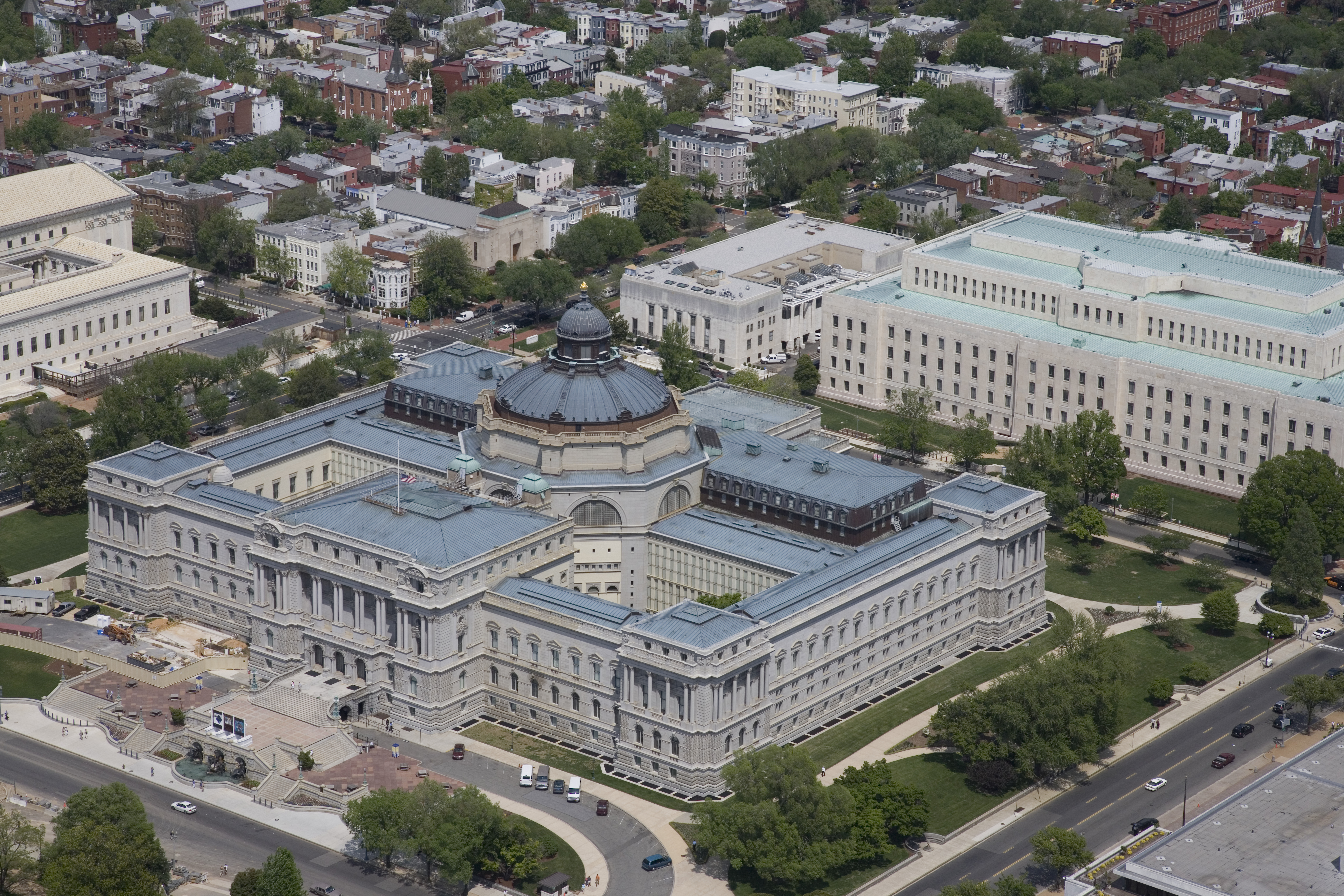
Jefferson Building

Madison Building

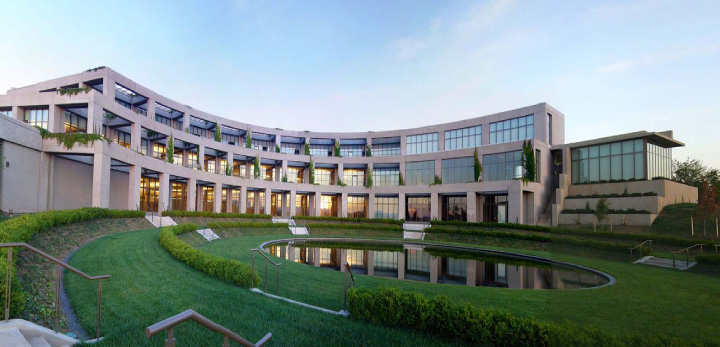
Packard Campus (Culpeper, Virginia)

Biblioteket inryms i tre stora byggnader på Capitol Hill och ett som ligger i Virginia. Capitol Hill-byggnaderna, som är separata men förbundna med underjordiska gångar, är Thomas Jefferson Building (invigd 1897), John Adams Building (1939) och James Madison Memorial Building (1980). 

### Thomas Jefferson Building
Thomas Jefferson Building är beläget mellan Independence Avenue och East Capitol Street.

### John Adams Building
Denna biblioteksbyggnad öppnade 1939, då som annex till Jefferson Building.